# Lich
Lich ist eine Stadt im mittelhessischen Landkreis Gießen, 15 Kilometer südöstlich von Gießen.

## Geografie

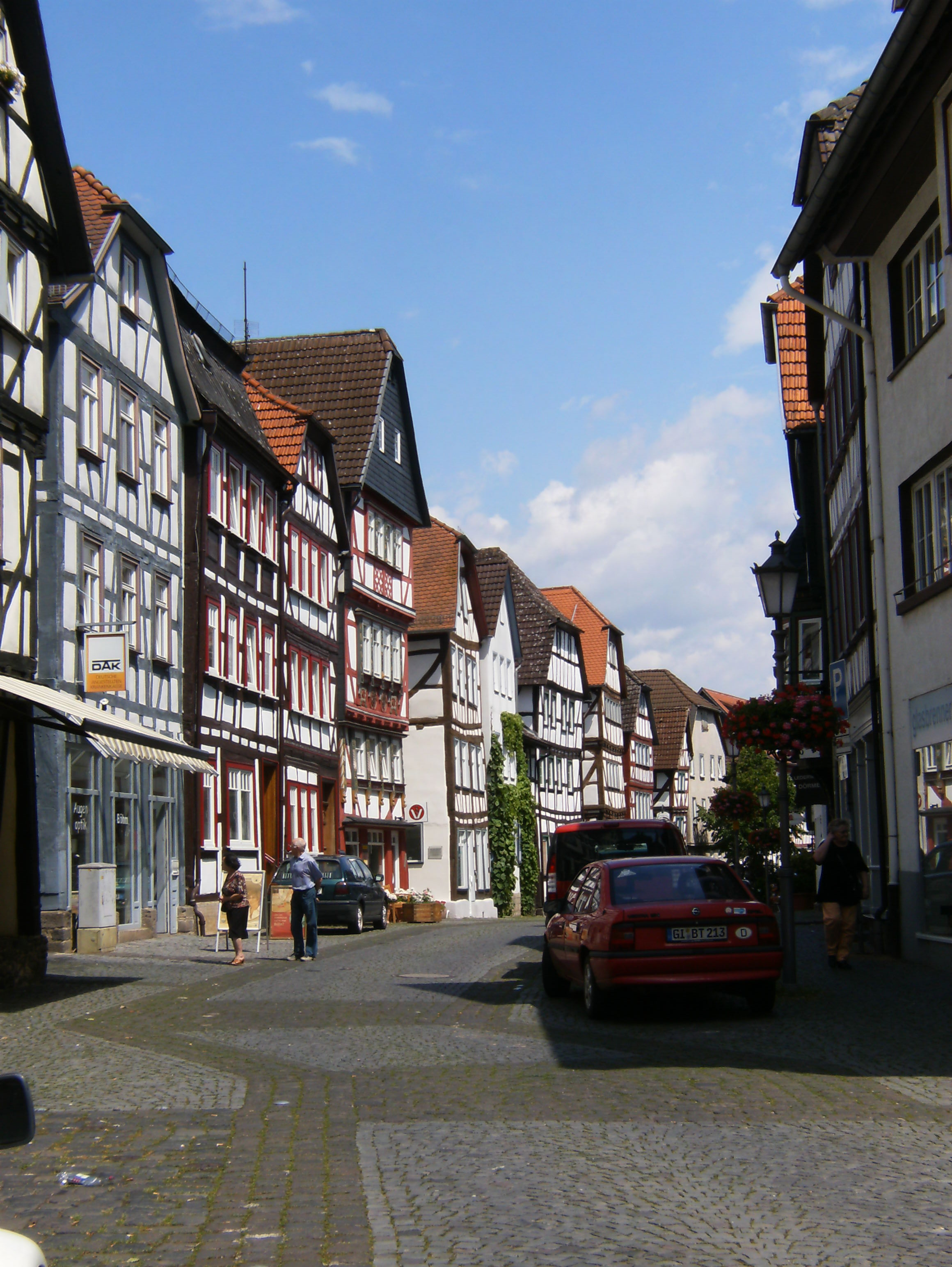
Die Oberstadt mit ihren Fachwerkfassaden

### Geografische Lage
Die Stadt liegt an einer Furt des Flüsschens Wetter, das der Wetterau zwischen Taunus und Vogelsberg den Namen gibt. Die Kernstadt und die nördlichen und östlichen Stadtteile gehören zum Naturraum Vorderer Vogelsberg, die südlichen und westlichen Stadtteile gehören zur Wetterau.

### Stadtgliederung
Zu Lich gehören neben der Kernstadt die folgenden Stadtteile, jeweils mit dem Einwohnerstand vom Januar 2017:
- Bettenhausen  518 Einwohner
- Birklar 672 Einwohner
- Eberstadt  871 Einwohner
- Kloster Arnsburg  97 Einwohner
- Langsdorf 1404 Einwohner
- Muschenheim 959 Einwohner
- Nieder-Bessingen 613 Einwohner
- Ober-Bessingen  560 Einwohner

### Nachbargemeinden
Lich grenzt im Norden an die Gemeinden Fernwald und Reiskirchen, im Osten an die Stadt Laubach, im Osten und Süden an die Stadt Hungen und im Südwesten an die Stadt Münzenberg (Wetteraukreis) sowie im Westen an die Stadt Pohlheim.

## Ortsgeschichte

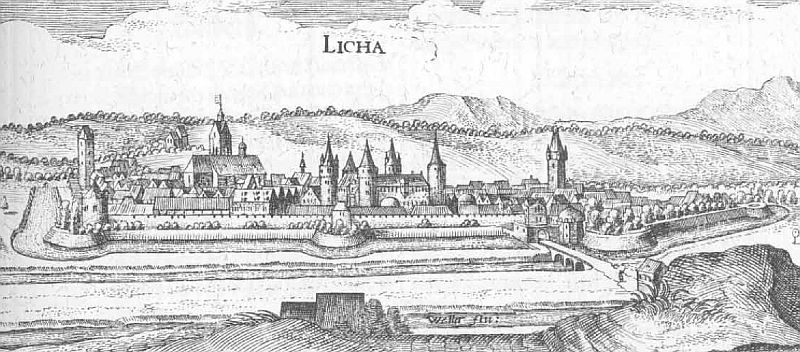
Lich – Auszug aus der Topographia Hassiae von Matthäus Merian 1655; nach einer Zeichnung von Wilhelm Dilich von 1605

### Vor- und Frühgeschichte
Werkzeuge von Neandertalern (etwa 100.000 v. Chr.) wurden in den Fuchslöchern in der Nähe des Waldschwimmbades gefunden. Im Bereich des Kolnhäuser Hofes hinterließen Menschen des Aurignac-Typus 50.000 Jahre später ihre Werkzeuge. Linearbandkeramiker, eine der ältesten bäuerlichen Kulturen der Jungsteinzeit, siedelten um 4000 v. Chr. am lößreichen Ufer der Wetter um Lich. Weitere spärliche Funde stammen aus der Bronzezeit und der Hallstattzeit und der Latènezeit. Ob auch die Kelten in der Gegend um Lich ansässig waren, ist bis heute umstritten. Sicher ist die Anwesenheit der Römer am Rhein – der hier die Grenze des Römischen Reiches bildete – seit 49 v. Chr.; die Chatten sind in Hessen um dieselbe Zeit nachgewiesen.
Beim Bau des Limes 83–85 nach Chr. durch die Römer wurde das Kohortenkastell Arnsburg im Bereich des heutigen Stadtteils Arnsburg errichtet. Es war damit das nördlichste Kohortenkastell des Wetteraulimes.

### Mittelalter
778 wird erstmals die Eigenkirche des Abtes Beatus von Honau in der Licher Mark erwähnt: „in siva in Marchlicheo sive Luttenbach“. Die Eigenkirche von Hausen, heute eine Wüstung bei Lich, gehörte zu insgesamt acht Eigenkirchen, welche Beatus in dem Jahr 778 seinem Kloster Honau schenkte. Die erwähnten Orte Hausen und Lauternbach
Lich wurde im Jahre 790 im Lorscher Codex „in Leoche“ erwähnt. Hier handelt es sich um den Schenker Leopgast, welcher auch in anderen Orten der Wetterau nachweisbar ist.
Zwei weitere Privatschenkungen an das Kloster Lorsch stammen aus dem Jahre 799. Die Ortsangaben lauten: „in Leoche“ und „in Leocher marca“.
Seit dem 9. Jahrhundert wurde dem Kloster Lorsch nicht nur in der Wetterau Besitz entfremdet. Weil auch u. a. die Kenntnis von diesen Besitzungen verloren zu gehen drohte, wurde ein Kopiar, der genannte Lorscher Codex, zwischen 1183 und 1195 angelegt. 812 wird erstmals die Siedlungsform villa für Lich genannt: „... in pago Uuetarebinsae in uilla quae dicitur Leche ..“ (Im Gau Wetterau, im Dorf, das Lich genannt wird.)
In Lich trat u. a. das Bistum Mainz seine Stelle, aber auch das Kloster Fulda erhielt Güter in Lich. 
Weitere Nennungen des Ortsnamens finden etwa 1150 in einem Transsumpt: „De Lyche“, 1238: „de Lieche“, 1239: „de Liechen“ 1306 wird urkundlich ein „... oppidanus in Lyh erwähnt“ (ein Bürger in Lich) und 1337 heißt es: „... der stad zu Lyechin“.
In der Namensforschung ist die Deutung des Ortsnamens vielfältig und kontrovers. Eine ältere Deutung erklärt ihn als „Siedlung bei dem Buschwald“. Einig ist man sich heute, dass der Ortsname Lich ein „auf die Siedlung übertragener Gewässername“ ist.
Im 12. Jahrhundert gründete Kuno I. von Münzenberg das von den Zisterziensern verwaltete Kloster Arnsburg. Im Jahr 1300 erhielt Lich als besondere Gunst für Philipp III. von Falkenstein von König Albrecht die Stadtrechte verliehen. Die Stadt verblieb bei dem Geschlecht der Falkensteiner bis in die zweite Hälfte des 14. Jahrhunderts, dann fiel sie an die Grafen von Solms.

### Neuzeit
Den Dreißigjährigen Krieg überstand Lich ebenso wie den Zweiten Weltkrieg ohne große Schäden.
1703 wurde die Apotheke gegründet.
Von 1966 bis 1993 befand sich am westlichen Stadtrand die Limes-Kaserne, in der Soldaten der Bundeswehr und der US-Army untergebracht waren. Sie bildeten die Besatzung der Nike-Feuerstellung Albach in der nordwestlich gelegenen Gemeinde Fernwald. Heute ist auf dem Areal eine Abteilung der Bereitschaftspolizei Hessen kaserniert (50° 31′ 22,3″ N, 8° 47′ 52,3″ O).
Vom 9. bis 18. Juli 1993 war Lich der Austragungsort des 33. Hessentages unter dem Slogan feierLICH. Zum Programm gehörte neben dem Festzug unter anderem die bis dato größte Landesausstellung.
Hessische Gebietsreform (1970–1977)
Im Zuge der Gebietsreform in Hessen wurden am 31. Dezember 1970 auf freiwilliger Basis die Gemeinden Birklar, Muschenheim, Nieder-Bessingen, Ober-Bessingen, am 1. Februar 1971 Eberstadt sowie am 31. Dezember 1971 Bettenhausen in die Stadt Lich eingegliedert. Am 1. Januar 1977 erfolgte die Eingliederung der Gemeinden Arnsburg und Langsdorf durch das Gesetz zur Neugliederung des Dillkreises, der Landkreise Gießen und Wetzlar und der Stadt Gießen. Für alle ehemals eigenständigen Gemeinden von Lich wurde je ein Ortsbezirk eingerichtet.

### Verwaltungsgeschichte im Überblick
Die folgende Liste zeigt die Staaten und Verwaltungseinheiten, denen Lich angehört(e):

- vor 1718: Heiliges Römisches Reich, Grafschaft Solms-Lich, Amt Lich
- ab 1718: Heiliges Römisches Reich, Grafschaft Solms-Hohensolms-Lich, Amt Lich
- ab 1792: Heiliges Römisches Reich, Fürstentum Solms-Hohensolms-Lich, Amt Lich
- ab 1806: Großherzogtum Hessen,[Anm. 2] Fürstentum Oberhessen (1803–1816), Amt Lich (des Fürsten Solms-Hohensolms-Lich)[26]
- ab 1816: Großherzogtum Hessen, Provinz Oberhessen, Amt Lich (des Fürsten Solms-Hohensolms-Lich)[27]
- ab 1820: Großherzogtum Hessen, Provinz Oberhessen, Amt Lich[Anm. 3]
- ab 1822: Großherzogtum Hessen, Provinz Oberhessen, Landratsbezirk Hungen[28][Anm. 4]
- ab 1837: Großherzogtum Hessen, Provinz Oberhessen, Kreis Grünberg
- ab 1848: Großherzogtum Hessen, Regierungsbezirk Gießen
- ab 1852: Großherzogtum Hessen, Provinz Oberhessen, Kreis Gießen
- ab 1867: Norddeutscher Bund, Großherzogtum Hessen, Provinz Oberhessen, Kreis Gießen
- ab 1871: Deutsches Reich, Großherzogtum Hessen, Provinz Oberhessen, Kreis Gießen
- ab 1918: Deutsches Reich, Volksstaat Hessen, Provinz Oberhessen, Kreis Gießen
- ab 1938: Deutsches Reich, Volksstaat Hessen, Landkreis Gießen[29][Anm. 5]
- ab 1945: Deutsches Reich, Amerikanische Besatzungszone,[Anm. 6] Groß-Hessen, Regierungsbezirk Darmstadt, Landkreis Gießen
- ab 1946: Deutsches Reich, Amerikanische Besatzungszone, Hessen, Regierungsbezirk Darmstadt, Landkreis Gießen
- ab 1949: Bundesrepublik Deutschland, Hessen, Regierungsbezirk Darmstadt, Landkreis Gießen
- ab 1977: Bundesrepublik Deutschland, Hessen, Regierungsbezirk Darmstadt, Lahn-Dill-Kreis
- ab 1979: Bundesrepublik Deutschland, Hessen, Regierungsbezirk Darmstadt, Landkreis Gießen
- ab 1981: Bundesrepublik Deutschland, Hessen, Regierungsbezirk Gießen, Landkreis Gießen

### Gerichte seit 1803
In der Landgrafschaft Hessen-Darmstadt wurde mit Ausführungsverordnung vom 9. Dezember 1803 das Gerichtswesen neu organisiert. Für das Fürstentum Oberhessen (ab 1815 Provinz Oberhessen) wurde das „Hofgericht Gießen“ eingerichtet. Es war für normale bürgerliche Streitsachen Gericht der zweiten Instanz, für standesherrliche Familienrechtssachen und Kriminalfälle die erste Instanz. Übergeordnet war das Oberappellationsgericht Darmstadt. Die Rechtsprechung der ersten Instanz wurde durch die Ämter bzw. Standesherren vorgenommen und somit war für Lich ab 1806 das „Patrimonialgericht der Fürsten Solms-Hohensolms-Lich“ in Lich zuständig. Nach der Gründung des Großherzogtums Hessen 1806 wurden die Aufgaben der ersten Instanz 1821–1822 im Rahmen der Trennung von Rechtsprechung und Verwaltung auf die neu geschaffenen Land- bzw. Stadtgerichte übertragen. Ab 1822 ließen die Fürsten Solms-Hohensolms-Lich ihre Rechte am Gericht durch das Großherzogtum Hessen in ihrem Namen ausüben. „Landgericht Lich“ war daher die Bezeichnung für das erstinstanzliche Gericht, das für Lich zuständig war. Auch auf sein Recht auf die zweite Instanz, die durch die Justizkanzlei in Hungen ausgeübt wurde verzichtete der Fürst 1823. Erst infolge der Märzrevolution 1848 wurden mit dem „Gesetz über die Verhältnisse der Standesherren und adeligen Gerichtsherren“ vom 15. April 1848 die standesherrlichen Sonderrechte endgültig aufgehoben.
Anlässlich der Einführung des Gerichtsverfassungsgesetzes mit Wirkung vom 1. Oktober 1879, infolge derer die bisherigen großherzoglichen Landgerichte durch Amtsgerichte an gleicher Stelle ersetzt wurden, während die neu geschaffenen Landgerichte nun als Obergerichte fungierten, kam es zur Umbenennung in „Amtsgericht Lich“ und Zuteilung zum Bezirk des Landgerichts Gießen.
Am 1. Juni 1934 wurde das Amtsgericht Lich aufgelöst und Lich dem Amtsgericht Gießen zugeteilt.

## Bevölkerung
Einwohnerstruktur 2011
Nach den Erhebungen des Zensus 2011 lebten am Stichtag dem 9. Mai 2011 in Lich 13101 Einwohner. Darunter waren 492 (3,75 %) Ausländer, von denen 213 aus dem EU-Ausland, 191 aus anderen europäischen Ländern und 88 aus anderen Staaten kamen.  Von den deutschen Einwohnern hatten 14,3 % einen Migrationshintergrund. (Bis zum Jahr 2020 erhöhte sich die Ausländerquote auf 7,6 %.) Nach dem Lebensalter waren 2235 Einwohner unter 18 Jahren, 5562 zwischen 18 und 49, 2755 zwischen 50 und 64 und 2549 Einwohner waren älter. Die Einwohner lebten in 5840 Haushalten. Davon waren 1941 Singlehaushalte, 1595 Paare ohne Kinder und 1600 Paare mit Kindern, sowie 538 Alleinerziehende und 166 Wohngemeinschaften. In 1179 Haushalten lebten ausschließlich Senioren und in 4023 Haushaltungen lebten keine Senioren.
Einwohnerentwicklung
| Lich: Einwohnerzahlen von 1830 bis 2020 | Lich: Einwohnerzahlen von 1830 bis 2020 | Lich: Einwohnerzahlen von 1830 bis 2020 | Lich: Einwohnerzahlen von 1830 bis 2020 | Lich: Einwohnerzahlen von 1830 bis 2020 |
| --- | --------------------------------------- | --------------------------------------- | --------------------------------------- | --------------------------------------- |
| Jahr |                                         |                                         |                                         | Einwohner                               |
| 1830 | 1830                                    |                                         | 2.143                                   | 2.143                                   |
| 1834 | 1834                                    |                                         | 2.258                                   | 2.258                                   |
| 1840 | 1840                                    |                                         | 2.360                                   | 2.360                                   |
| 1846 | 1846                                    |                                         | 2.591                                   | 2.591                                   |
| 1852 | 1852                                    |                                         | 2.410                                   | 2.410                                   |
| 1858 | 1858                                    |                                         | 2.413                                   | 2.413                                   |
| 1864 | 1864                                    |                                         | 2.300                                   | 2.300                                   |
| 1871 | 1871                                    |                                         | 2.305                                   | 2.305                                   |
| 1875 | 1875                                    |                                         | 2.432                                   | 2.432                                   |
| 1885 | 1885                                    |                                         | 2.550                                   | 2.550                                   |
| 1895 | 1895                                    |                                         | 2.448                                   | 2.448                                   |
| 1905 | 1905                                    |                                         | 2.619                                   | 2.619                                   |
| 1910 | 1910                                    |                                         | 2.749                                   | 2.749                                   |
| 1925 | 1925                                    |                                         | 2.734                                   | 2.734                                   |
| 1939 | 1939                                    |                                         | 2.927                                   | 2.927                                   |
| 1946 | 1946                                    |                                         | 4.382                                   | 4.382                                   |
| 1950 | 1950                                    |                                         | 4.765                                   | 4.765                                   |
| 1956 | 1956                                    |                                         | 4.961                                   | 4.961                                   |
| 1961 | 1961                                    |                                         | 5.027                                   | 5.027                                   |
| 1967 | 1967                                    |                                         | 5.909                                   | 5.909                                   |
| 1970 | 1970                                    |                                         | 11.265                                  | 11.265                                  |
| 1973 | 1973                                    |                                         | 11.685                                  | 11.685                                  |
| 1975 | 1975                                    |                                         | 11.368                                  | 11.368                                  |
| 1980 | 1980                                    |                                         | 11.146                                  | 11.146                                  |
| 1985 | 1985                                    |                                         | 11.107                                  | 11.107                                  |
| 1990 | 1990                                    |                                         | 12.348                                  | 12.348                                  |
| 1995 | 1995                                    |                                         | 13.114                                  | 13.114                                  |
| 2000 | 2000                                    |                                         | 13.116                                  | 13.116                                  |
| 2005 | 2005                                    |                                         | 13.510                                  | 13.510                                  |
| 2010 | 2010                                    |                                         | 13.266                                  | 13.266                                  |
| 2015 | 2015                                    |                                         | 13.290                                  | 13.290                                  |
| 2020 | 2020                                    |                                         | 13.800                                  | 13.800                                  |
| Datenquelle: Historisches Gemeindeverzeichnis für Hessen: Die Bevölkerung der Gemeinden 1834 bis 1967. Wiesbaden: Hessisches Statistisches Landesamt, 1968. Weitere Quellen: ; Hessisches Statistisches Informationssystem; Zensus 2011 Ab 1970 einschließlich der im Zuge der Gebietsreform in Hessen eingegliederten Orte. |                                         |                                         |                                         |                                         |

 Historische Religionszugehörigkeit
| • 1830: | 2055 evangelische, 9 katholische, 71 jüdische Einwohner, 8 Mennoniten |
| • 1961: | 3651 evangelische, 1194 katholische Einwohner |
| • 2011: | 7830 evangelische (= 59,9 %), 2190 katholische (= 16,7 %), 120 freikirchliche (= 0,9 %), 120 orthodoxe (= 0,9 %), 280 andersgläubig (= 2,2 %), 2540 sonstige (= 19,4 %) Einwohner |

Historische Erwerbstätigkeit
| • 1961: | Erwerbspersonen: 233 Land- und Forstwirtschaft, 1158 Produzierendes Gewerbe, 410 Handel, Verkehr und Nachrichtenübermittlung, 487 Dienstleistungen und Sonstiges. |

## Politik

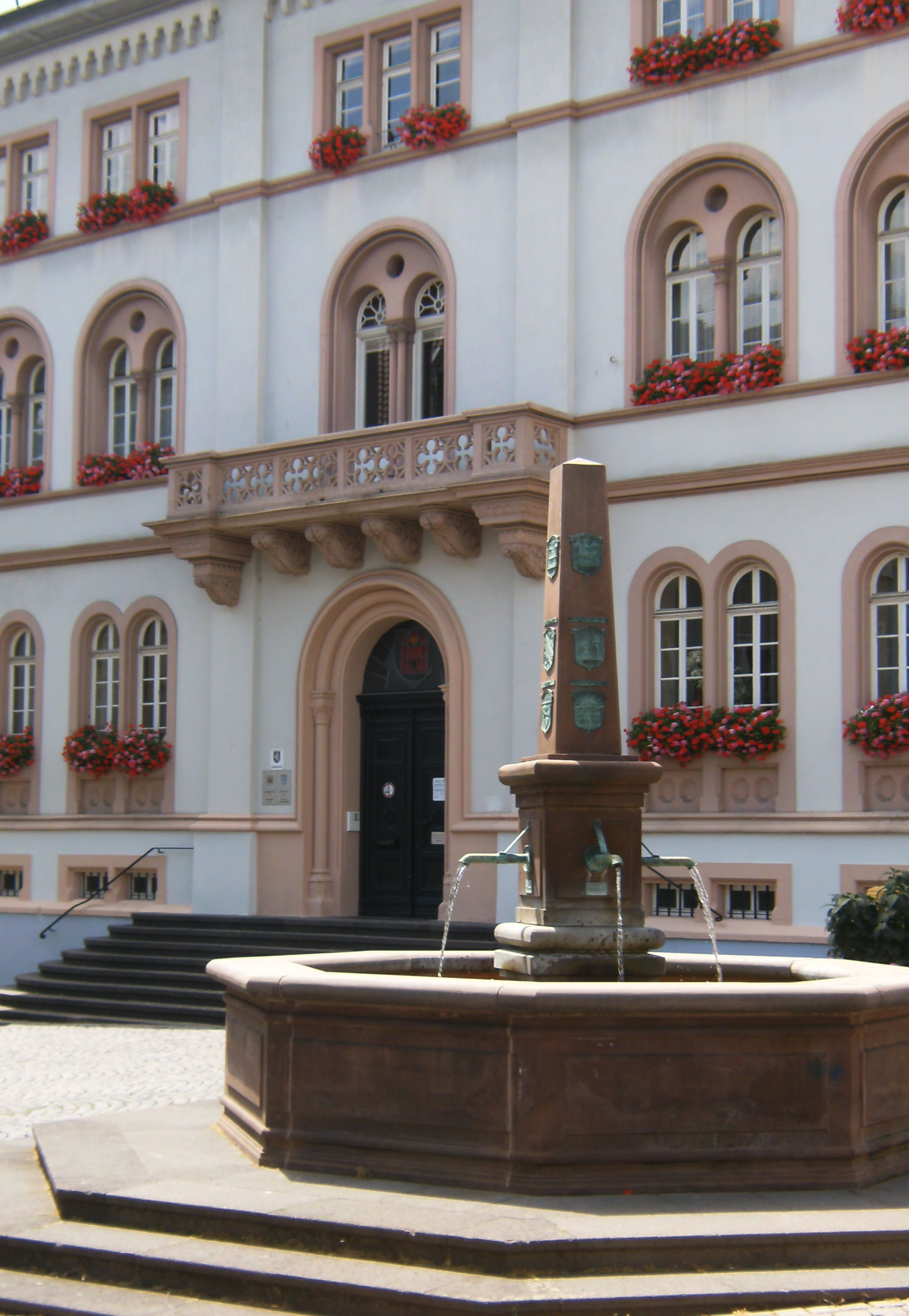
Rathaus mit Marktbrunnen

### Stadtverordnetenversammlung
Die Kommunalwahl am 14. März 2021 lieferte folgendes Ergebnis, in Vergleich gesetzt zu früheren Kommunalwahlen:
| Stadtverordnetenversammlung – Kommunalwahlen 2021 | Stadtverordnetenversammlung – Kommunalwahlen 2021                                                |
| --- | ------------------------------------------------------------------------------------------------ |
| Stimmenanteil in %Wahlbeteiligung: 55,4 % 3020100 24,1 (n. k.)20,7 (+9,9)16,0 (−7,0)13,5 (−9,1)13,2 (−16,1)8,6 (−2,0)4,1 (+0,4) BfLGrüneCDUFWSPDFDPDBL20162021 | SitzverteilungInsgesamt 37 Sitze - SPD: 5 - Grüne: 8 - BfL: 9 - DBL: 1 - FDP: 3 - FW: 5 - CDU: 6 |

| Parteien und Wählergemeinschaften | Parteien und Wählergemeinschaften           | 2021  | 2021  | 2016  | 2016  | 2011  | 2011  | 2006  | 2006  | 2001  | 2001  |
| Parteien und Wählergemeinschaften | Parteien und Wählergemeinschaften           | %     | Sitze | %     | Sitze | %     | Sitze | %     | Sitze | %     | Sitze |
| --------------------------------- | ------------------------------------------- | ----- | ----- | ----- | ----- | ----- | ----- | ----- | ----- | ----- | ----- |
| BfL                               | Bürger für ein lebenswertes Lich            | 24,1  | 9     | —     | —     | —     | —     | —     | —     | —     | —     |
| Grüne                             | Bündnis 90/Die Grünen                       | 20,7  | 8     | 10,8  | 4     | 14,5  | 5     | 9,6   | 3     | 8,6   | 3     |
| CDU                               | Christlich Demokratische Union Deutschlands | 16,0  | 6     | 23,0  | 9     | 26,3  | 10    | 36,7  | 14    | 34,4  | 13    |
| FW                                | Freie Wähler Lich                           | 13,5  | 5     | 22,6  | 8     | 17,9  | 7     | 19,6  | 7     | 18,3  | 7     |
| SPD                               | Sozialdemokratische Partei Deutschlands     | 13,2  | 5     | 29,3  | 11    | 27,2  | 10    | 24,4  | 9     | 27,5  | 10    |
| FDP                               | Freie Demokratische Partei                  | 8,6   | 3     | 10,6  | 4     | 8,1   | 3     | 9,7   | 4     | 11,2  | 4     |
| DBL                               | Demokratische Bürgerliste Lich              | 4,1   | 1     | 3,7   | 1     | 6,1   | 2     | —     | —     | —     | —     |
| Gesamt                            | Gesamt                                      | 100,0 | 37    | 100,0 | 37    | 100,0 | 37    | 100,0 | 37    | 100,0 | 37    |
| Ungültige Stimmen in %            | Ungültige Stimmen in %                      | 2,7   | —     | 4,7   | —     | 4,2   | —     | 3,7   | —     | 3,0   | —     |
| Wahlbeteiligung in %              | Wahlbeteiligung in %                        | 55,4  | 55,4  | 54,0  | 54,0  | 49,1  | 49,1  | 49,7  | 49,7  | 55,6  | 55,6  |

### Bürgermeister
Nach der hessischen Kommunalverfassung wird der Bürgermeister für eine sechsjährige Amtszeit gewählt, seit dem Jahr 1993 in einer Direktwahl, und ist Vorsitzender des Magistrats, dem in der Stadt Lich neben dem Bürgermeister ehrenamtlich ein Erster Stadtrat und acht weitere Stadträte angehören. Bürgermeister ist seit dem 16. Januar 2020 Julien Neubert (SPD). Er wurde als Nachfolger von Bernd Klein (SPD), der nach zwei Amtszeiten nicht wieder kandidiert hatte, am 29. September 2019 in einer Stichwahl bei 47,6 Prozent Wahlbeteiligung mit 58,9 Prozent der Stimmen gewählt.
Amtszeiten der Bürgermeister
- 2020–2026 Julien Neubert (SPD)[46]
- 2008–2020 Bernd Klein (SPD)[47]
- 1984–2008 Ludwig Seiboldt (CDU)[50]

### Ortsbeiräte
Es bestehen je ein Ortsbezirk für die Stadtteile und die Kernstadt mit Ortsbeirat und Ortsvorsteher, nach Maßgabe der §§ 81 und 82 HGO und des Kommunalwahlgesetzes in der jeweils gültigen Fassung.
Die Ortsbezirke sind durch das Gebiet der ehemaligen Gemeinden abgegrenzt und bestehen, je nach Einwohnerzahl, aus drei bis elf Mitgliedern.
Die Wahl der Ortsbeiräte erfolgt im Rahmen der Kommunalwahlen. Der Ortsbeirat wählt eines seiner Mitglieder zum Ortsvorsteher bzw. zur Ortsvorsteherin. Zur Zusammensetzung siehe die jeweiligen Stadtteile.

### Ortsbeirat Lich (Kernstadt)
Der Ortsbeirat (für die Kernstadt Beteiligungsbeirat) besteht aus 11 Mitgliedern. Nach den Kommunalwahlen in Hessen 2021 wählte er Beteiligungsbeirat Duchenne Höß zur Vorsitzenden des Beteiligungsbeirats.

### Wappen

Bannerflagge der Stadt Lich

| Wappen von Lich | Blasonierung: „In Silber ein rotes Haus mit vier runden Ecktürmen, oben schwebend ein goldener Schild mit rotem Schildhaupt.“ |
| Wappen von Lich | Wappenbegründung: So ist das Bild schon im ersten, vielleicht vor der Stadterhebung von 1300 eingeführten Siegel (Abdrucke seit 1306). Den Schild führten die damaligen Ortsherren aus dem Hause Falkenstein-Münzenberg; das Gebäude stellt wohl das feste Haus dar, das Kuno von Münzenberg um 1160 errichtete. Das Geschäftssiegel des 14. Jahrhunderts zeigt nur den aufrecht stehenden Schild der Herrschaft. Ein origineller Irrtum kommt in dem Siegel um 1800 vor, der Wappeninhalt ist aufgeteilt in zwei Schilde mit dem Haus und einer Mitra. Eine Abbildung von 1540 gibt als Wappen einen quadrierten Schild mit dem Löwen der Solms und dem Wappen der Münzenberg-Falkenstein. Das Wappen wurde am 1. Mai 1928 durch das Ministerium des Innern des Volksstaates Hessen verliehen. |

### Flagge
Die Stadt führt eine Flagge und wird wie folgt beschrieben:
„Die Flagge ist rot-gelb (1:1) gestreift und im oberen Drittel belegt mit dem Stadtwappen.“

### Städtepartnerschaften
Lich unterhält Partnerschaften mit folgenden Städten und Gemeinden:
- Dieulefit, Frankreich (Städtepartnerschaft seit 1974)
- Tangermünde, Deutschland (Städtepartnerschaft seit 1990)
- Tata, Marokko (Kooperationsvertrag seit 2003)
- Budakeszi, Ungarn (Städtepartnerschaft seit 2005)
- Vänersborg, Schweden (Städtepartnerschaft seit 2010)[54]

## Kultur und Sehenswürdigkeiten

### Kulturleben
Mit dem Kino Traumstern besitzt Lich ein überregional bekanntes Programmkino, das bereits mehrmals ausgezeichnet wurde und dessen Einzugsgebiet sich bis ins Rhein-Main-Gebiet erstreckt.

### Kulturdenkmäler

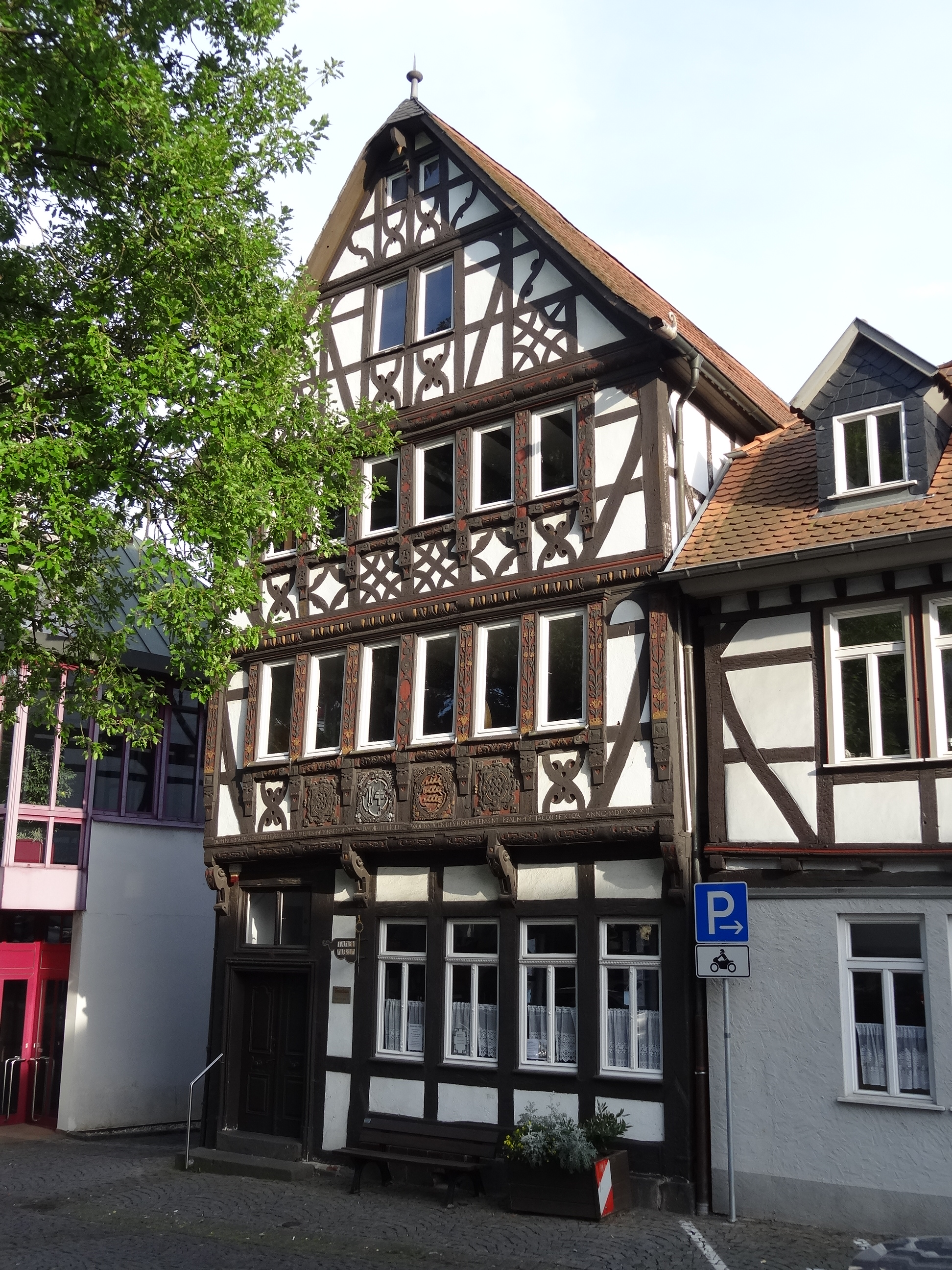
Das Textorhaus am Kirchplatz

- Die Innenstadt von Lich ist geprägt von einem reichen Bestand an Fachwerkhäusern. Zu diesem gehört das Textorhaus, ein reich verzierter Fachwerkbau aus dem Jahr 1632, in dem sich heute das Heimatmuseum befindet.
- Die spätgotische Marienstiftskirche mit der Grabplatte von Kuno von Falkensteins und seiner Gemahlin Anna von Nassau ist eine weitere Sehenswürdigkeit.
- Von der Stadtbefestigung ist noch der 48 Meter hohe Stadtturm vom Anfang des 14. Jahrhunderts erhalten.
- Das Schloss Lich der früheren Fürsten zu Solms-Hohensolms-Lich im Stil der Spätrenaissance und des Barock befindet sich in der Unterstadt. Es verfügt über einen großen Schlosspark, der zum Teil für die Öffentlichkeit zugänglich ist.
- Die Klosterruine Arnsburg liegt fünf Kilometer südwestlich.
- Der 40.000 m² große Wildpark Klosterwald befindet sich unweit des Klosters Arnsburg.
- Im Stadtteil Ober-Bessingen hat sich die Ober-Bessinger Pforte erhalten. Das Torhaus wurde 1782 als Teil der Befestigung des Dorfes erbaut. Es verfügt über einen Dachreiter mit Turmuhr. Das Gebäude wurde an der Stelle einer bereits 1593 belegten Pforte errichtet.

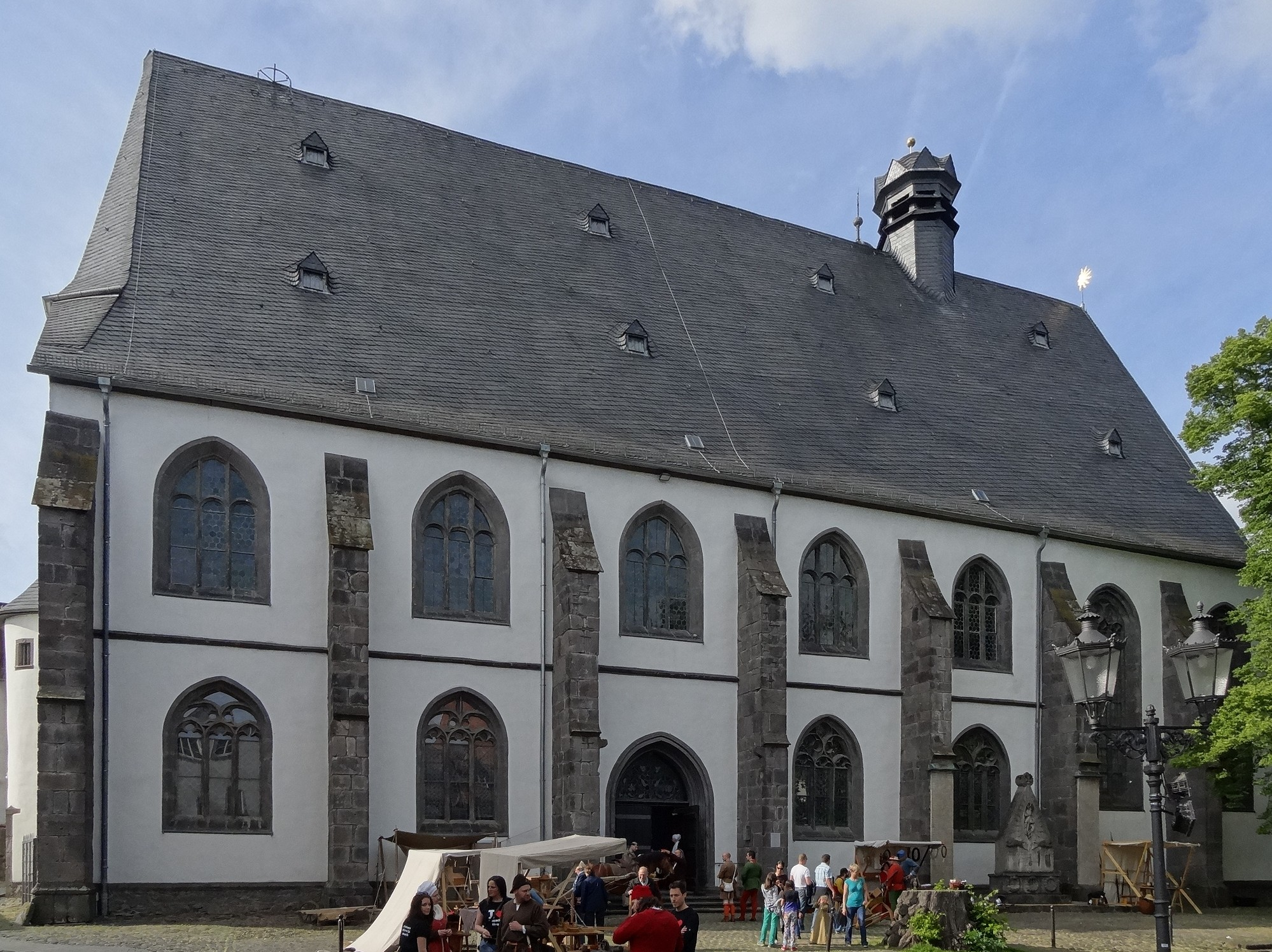
Marienstiftskirche
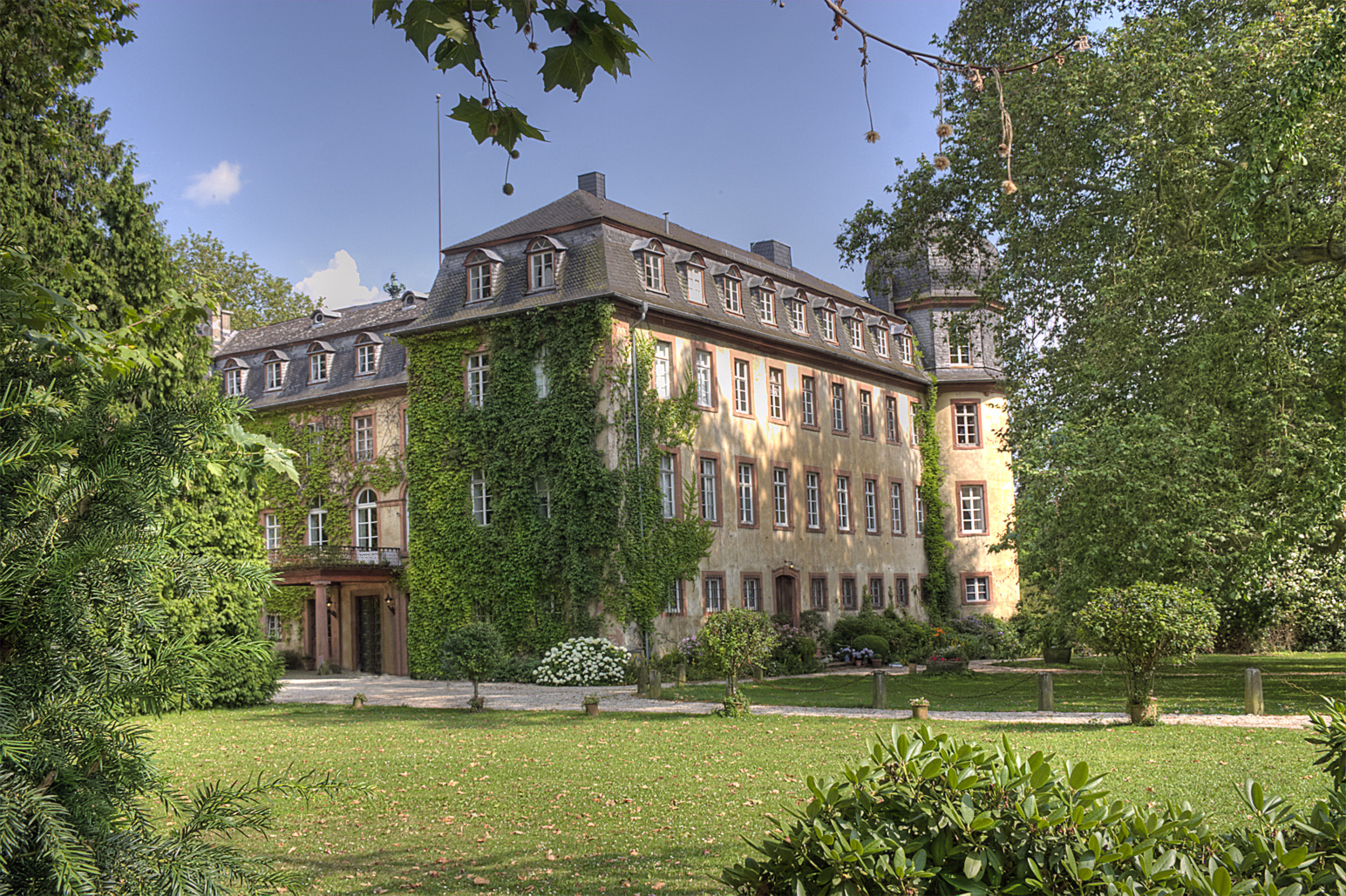
Licher Schloss
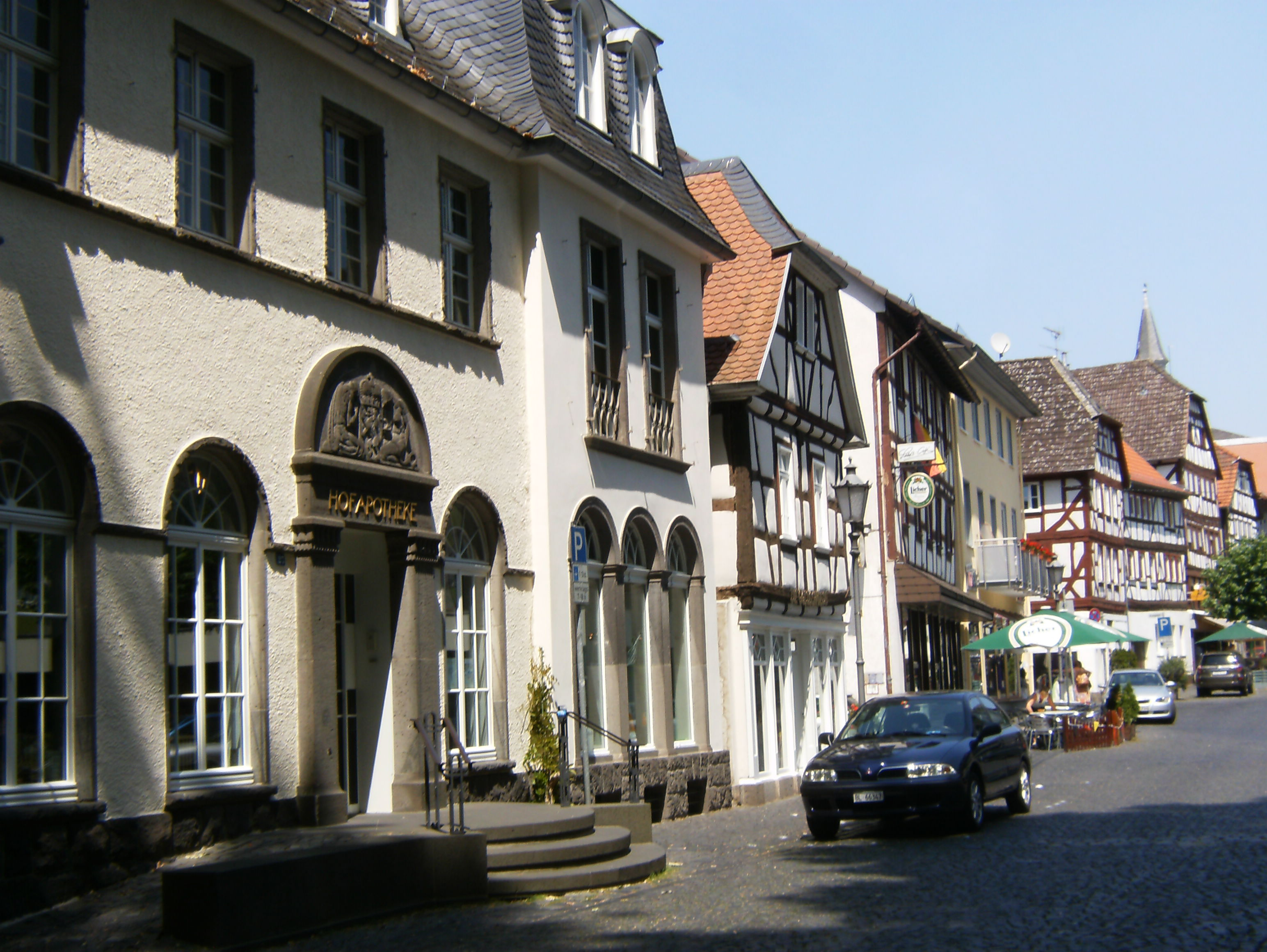
Blick in die Unterstadt mit der Hofapotheke
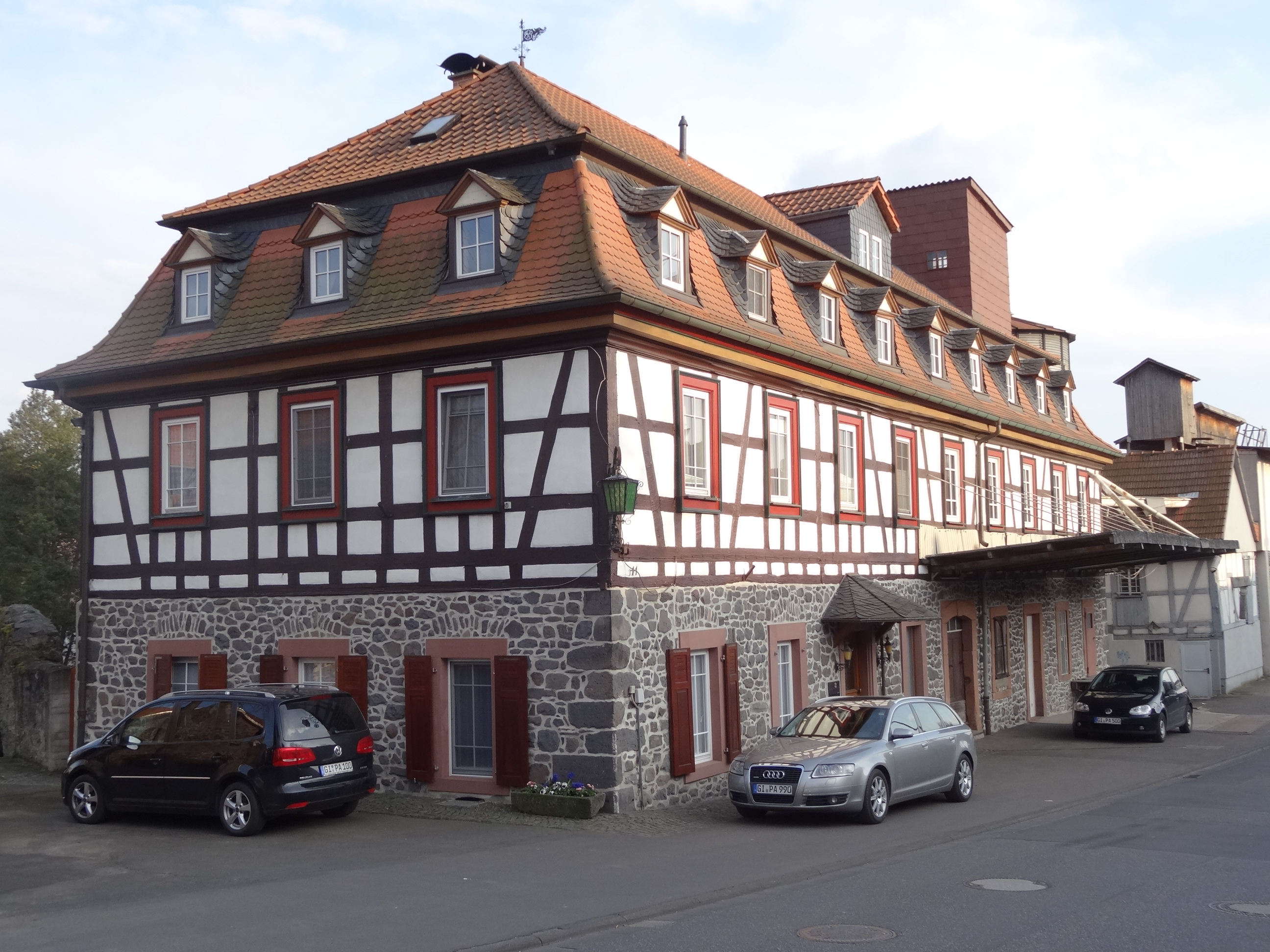
Obermühle

### Sport
Die Licher BasketBären (TV 1860 Lich, zwischenzeitlich als LTi Lich in der Pro A spielend) spielt seit der Saison 2009/2010 in der Pro B, der dritthöchsten Basketball-Spielklasse Deutschlands. In der Saison 1999/2000 spielten die Licher sogar in der BBL (Basketball-Bundesliga). Die Heimspiele werden in der rund 1500 Zuschauer fassenden Dietrich-Bonhoeffer-Halle ausgetragen. Sie wurde 1999 wegen des Erstliga-Aufstiegs ausgebaut.
Die 1. Mannschaft des VfR 1920 Lich, der Fußballverein aus Lich, spielt in der Kreisoberliga Süd. Der VfR hat eine Mitgliederzahl von ca. 500, davon 250 Kinder und Jugendliche. Außerdem besitzt er fünfzehn Jugend-Mannschaften, eine Alte Herren-Mannschaft und ein zweites Team, welches in der Kreisliga B Gießen spielt.
Die Handball-Abteilung des TV 1860 Lich ist besonders gut im weiblichen Jugendbereich. Sie errang zahlreiche Titel wie Nordhessenmeister, Hessenmeister und Südwestdeutscher Meister. Der TV verfügt auch über zehn Jugend-Mannschaften, ein Frauen-Team, welches in der Bezirksoberliga spielt, die zweite Frauen-Mannschaft in der Bezirksliga C und das erste Herren-Team (Männer-Spielgemeinschaft Hungen/Lich) in der Bezirksliga B.
Der Karate-Dojo Lich e. V. wurde 1985 von Detlef Herbst gegründet und hat rund 420 Mitglieder, davon mehr als die Hälfte Kinder und Jugendliche. Der Verein hat eine Vielzahl an Meistertiteln auf Landes-, Bundes- und internationaler Ebene gewonnen. Der Verein organisiert neben seinem regelmäßigen Trainingsbetrieb (Shotokan-Karate, Gymnastik für Erwachsene, Bewegungsförderung für Kinder) auch größere Breitensportveranstaltungen wie die Karate-Sommerschule und den Kata-Marathon. Im Jahr 2008 wurde dem Verein bereits zum zweiten Mal das „Grüne Band für vorbildliche Talentförderung im Verein“ des DOSB verliehen.

### Bürgerpark
2016 wurde auf Initiative eines privaten Vereines auf einer Freifläche nahe der Stadtmitte in ehrenamtlicher Eigenleistung der Bürgerpark Lich errichtet. Gestaltet ist dieser Park als Freizeit-Aufenthaltsfläche für alle Generationen mit zahlreichen Möglichkeiten für Spiel, Sport und Bewegung. Gepflegt und weiter ausgebaut wird er vom Verein.

## Wirtschaft und Infrastruktur

### Verkehr
Lich ist durch die Regionalbuslinien 372 und 375 des Rhein-Main-Verkehrsverbundes in Richtung Gießen, Schotten und Hungen, durch die Buslinie FB-52 der Verkehrsgesellschaft Oberhessen in Richtung Butzbach, durch das Anruf-Linien-Taxi GI-63 (bis Ende 2014 als 230) der Verkehrsgesellschaft Oberhessen in Richtung Bettenhausen sowie die Buslinien GI-62 und GI-64 (bis Ende 2014 als 230 und 700) der Verkehrsgesellschaft Oberhessen in Richtung Hungen und Grünberg angebunden.
In Lich sowie im Stadtteil Langsdorf befinden sich Haltepunkte der Bahnstrecke Gießen–Gelnhausen (Lahn-Kinzig-Bahn).
Lich ist über die A 5 Frankfurt–Kassel, Anschlussstelle Fernwald und die A 45 Hanau–Dortmund (Sauerlandlinie), Anschlussstelle Münzenberg erreichbar. Außerdem liegt es an der B 457 und an der L 3053 (ehemals B 488).

### Radfernwege
- Durch die Stadtteile Muschenheim, Birklar und Bettenhausen führt der Deutsche Limes-Radweg. Dieser folgt dem Obergermanisch-Raetischen Limes über 818 km von Bad Hönningen am Rhein nach Regensburg an der Donau.

- Durch Lich führt der Hessische Radfernweg R6. Er steht unter dem Motto Vom Waldecker Land ins Rheintal. Der Radfernweg beginnt in Diemelstadt im Norden Hessens und verläuft bis nach Lampertheim im Süden. Die Gesamtlänge beträgt ungefähr 380 Kilometer.

### Unternehmen

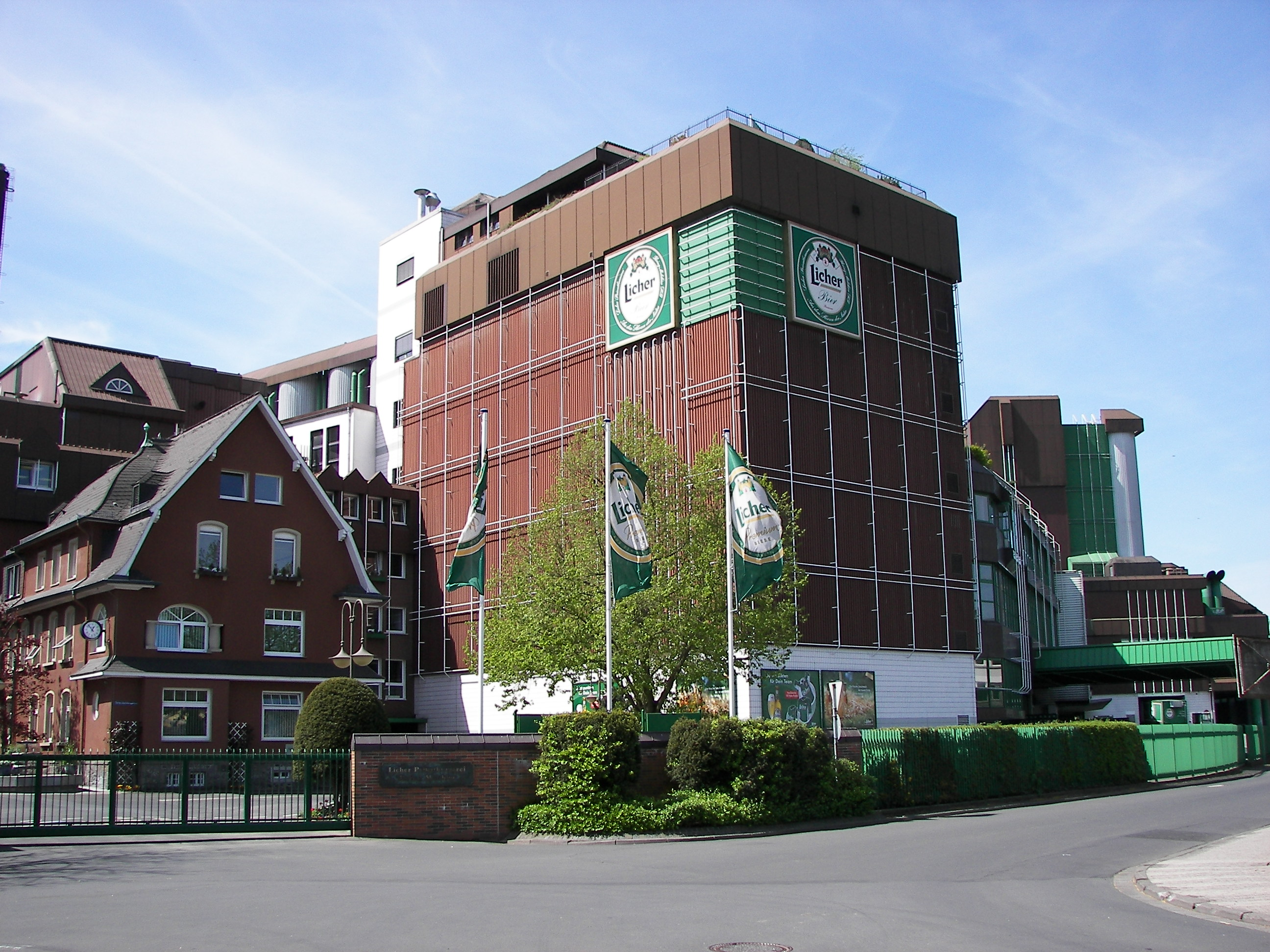
Licher Brauerei

Die Stadt ist durch die Licher Privatbrauerei überregional bekannt. Eine 400-jährige Tradition hat in Lich der Orgelbau. Hierfür stehen noch heute die Orgelbauanstalt Förster & Nicolaus und als Hersteller von Orgelteilen die Otto Heuss GmbH. Lich ist zudem Standort der Asklepios Klinik Lich und der BAG Health Care GmbH.
Seit 2011 ist zudem die Fleischwarenfabrik G.A. Müller GmbH nach Verlegung des Werkes in Lich ansässig.

### Bildung
Gesamtschulen:
Dietrich-Bonhoeffer-Schule
Grundschulen:
Erich-Kästner-Schule
Grundschule Langsdorf
Förderschulen:
Anna-Freud-Schule
Berufsschulen:
Krankenhausschule
Zusätzlich befindet sich der Hauptsitz der Volkshochschule des Landkreises Gießen in Lich.

## Persönlichkeiten

### Söhne und Töchter der Stadt
- 1560: Theodor Vietor, klassischer Philologe und Hochschullehrer
- 1589: Reinhard Wolf, Pfarrer, reformierter Theologe, fürstlicher Hofprediger
- 1793: Konrad Schwenck, Philologe
- 1798: Karl Heinrich Wilhelm Völcker, Klassischer Philologe und Gymnasiallehrer
- 1800: August Völcker, deutscher Richter und Abgeoprdneter im Erfurter Unionsparlament
- 1801: Wilhelm Rullmann, Amtmann und Landtagsabgeordneter
- 1805: Ludwig zu Solms-Hohensolms-Lich, Jurist, Präsident der Ersten Kammer des Landstände des Großherzogtums Hessen, Marschall des Provinziallandtages der preußischen Rheinprovinz, Preußischer Staatsrat und Abgeordneter des Norddeutschen Bundes
- 1805: Heinrich Adam Neeb, Komponist
- 1806: Ferdinand zu Solms-Hohensolms-Lich, Politiker, Standesherr, Generalmajor und nassauischer Abgeordneter
- 1810: Karl Ludwig Wilhelm Daniel Draudt, Hofgerichtsrat und Abgeordneter der 2. Kammer der Landstände des Großherzogtums Hessen
- 1814: Christian Gustav Clemm, Chemiker
- 1816: August Draudt, großherzoglich-hessischer Forstmann und Geheimrat
- 1818: Carl Clemm-Lennig, Chemiker und Industrieller
- 1819: Emil Haupt, nassauischer Arzt und Mitglied der Landstände des Herzogtums Nassau
- 1847: Carl Walz, evangelischer Theologe, Superintendent und Abgeordneter in der Ersten Kammer der Landstände des Großherzogtums Hessen
- 1859: Philipp Köhler, geboren in Langsdorf, dort Bürgermeister, Politiker (Deutsche Reformpartei und Deutschsoziale Partei), Mitglied des Hessischen Landtags und des Reichstags
- 1862: Carl Heyer, in Kloster Arnsburg geboren, Forstmann und Verbandsfunktionär
- 1866: Karl zu Solms-Hohensolms-Lich, Mitglied des Preußischen Herrenhauses sowie der Ersten Kammer im Großherzogtum Hessen
- 1867: Wilhelm Spahr, Architekt
- 1867: Reinhard Ludwig zu Solms-Hohensolms-Lich, Chef des Hauses Lich, Offizier, Mitglied in der 1. Kammer der Landstände des Großherzogtums Hessen
- 1871: Eleonore zu Solms-Hohensolms-Lich, Großherzogin von Hessen und bei Rhein, letzte Großherzogin von Hessen
- 1876: Heinrich Leuchtgens, geboren in Birklar, Politiker (FVP, Hess. Bauernbund, NDP, DRP), Abgeordneter im Hessischen Landtag und im Bundestag
- 1879: Moritz Oppenheimer, geboren in Langsdorf, Kaufmann, Opfer der Röhm-Affäre
- 1900: Bernhard zu Solms-Laubach, geboren in Arnsburg, Abgeordneter der NSDAP im Landtag von Hessen, SA-Führer und Theaterintendant
- 1904: Wilhelm Haug, hessischer Landtagsabgeordneter (NSDAP)
- 1909: Ernst-Ludwig Chambré, jüdisches Holocaustopfer, Begründer der Licher Ernst-Ludwig-Chambré-Stiftung
- 1934: Philipp Reinhard zu Solms-Hohensolms-Lich, Agrarunternehmer
- 1935: Dorothea Gräfin Razumovsky, Publizistin
- 1937: Wilhelm Solms, Germanist, Professor für Kommunikationswissenschaften und Mediendidaktik an der Philipps-Universität Marburg
- 1940: Hermann Otto Solms, Politiker (FDP), 1998–2013 Vizepräsident des Deutschen Bundestages
- 1945: Michael Sievernich, geboren in Arnsburg, katholischer Theologe
- 1949: Damaris Wurmdobler, Künstlerin
- 1953: Werner Uhl, Chemiker
- 1956: Peter Fischer, Sportfunktionär, Unternehmer, von 2000 bis 2024 Präsident von Eintracht Frankfurt
- 1960: Christian Rendel, Übersetzer
- 1961: Christoph Karczewski, Richter am Bundesgerichtshof
- 1963: Ralf Bönt, Schriftsteller
- 1964: Stefan Koch, Basketballtrainer
- 1964: Dirk Leun, Handballspieler und -trainer
- 1964: Frank Lechner, Basketballspieler
- 1965: Sibylle Katharina Sorg, Diplomatin
- 1966: Michael Koch, Basketballspieler
- 1966: Klaus Peter Möller, Politiker (CDU), Abgeordneter des Hessischen Landtags
- 1967: Thilo Daniel, evangelisch-lutherischer Geistlicher und Kirchenhistoriker
- 1970: Claudia Garnier, Historikerin
- 1970: Katharina Ohana, Autorin und Moderatorin
- 1970: Kadriye Aydın, Juristin, Mitglied im Vorstand des Interkulturellen Rats in Deutschland
- 1971: Ruth Blauert, Schauspielerin und Designerin
- 1971: Oliver Holtemöller, Wirtschaftswissenschaftler
- 1971: Christian Maruschka, Basketballfunktionär
- 1972: Arndt Reuning, Chemiker, Hörfunk- und Wissenschaftsjournalist
- 1974: Malte Kaluza, Physikprofessor
- 1974: Carmen Rivera, Fotomodell, Moderatorin und Domina
- 1974: Christina E. Bannier, Wirtschaftswissenschaftlerin
- 1974: Steffen Brockmann, Basketballtrainer
- 1975: Jens Boehnke, Fußballspieler
- 1975: Sascha Lense, Fußballspieler
- 1976: Alexandra Seefisch, Schauspielerin und Sängerin
- 1976: Aylin Aslım, türkische Poprocksängerin
- 1977: Konrad Maria Engel, Pianist und Musikpädagoge
- 1977: Christoph Gerhard, Ingenieur und Autor
- 1977: Sven Jöckel, Kommunikationswissenschaftler
- 1978: Alexandra Keil, deutsche Basketballnationalspielerin, Bundesligaspielerin beim BC Marburg
- 1978: Benjamin Lense, ehemaliger Fußballprofi, zuletzt bei Arminia Bielefeld
- 1981: Daniel Damm, Fußballspieler
- 1981: Sven Gerbig, Eishockeyspieler
- 1983: Anna Lührmann, Politikerin (Bündnis 90/Die Grünen), Staatsministerin für Europa im Bundesaußenministerium
- 1985: Steffi Bergmann, Handballspielerin
- 1986: Philipp Gerschlauer, Jazzmusiker
- 1990: Elisabeth Kula, Politikerin (Die Linke), Abgeordnete im Hessischen Landtag
- 1991: Tim May, Eishockeyspieler
- 1992: Lara Matheis, Leichtathletin
- 1994: Isabell Meinhart, Basketballspielerin
- 1995: Marc Oliver Kempf, Fußballprofi
- 1995: Noah Michel, Fußballspieler
- 1996: Tizian Feldbusch, E-Sportler
- 1996: Robin Jünger, Politiker
- 1997: Marc Weber, Ruderer
- 1998: Jenny Hipp, Fußballspielerin
- 2005: Ben Dörr, Automobilrennfahrer

### Persönlichkeiten, die vor Ort gelebt oder gewirkt haben
- Nikolaus Erbenius betrieb in Jahren 1596 bis 1599 eine Druckerei, die nach seinem Rückgang nach Frankfurt fortgeführt wurde von Konrad Neben und Wolfgang Ketzel (bis ca. 1606). Dort wurden u. a. 1602 das Buch Gründlicher Bericht von Zauberey und Zauberern von Anton Praetorius gegen Hexenprozesse und Folter gedruckt.
- Daniel Hisgen (1733–1812), Kirchenmaler des Rokoko
- Philipp Engel von Klipstein (1777–1866), Forstmeister und Direktor der Rentkammer in Lich, leitete in Lich eine Forstschule
- Ernst Moritz Engert (1892–1986), Grafiker, Silhouettenkünstler und Mitbegründer der Darmstädter Sezession.
- Anne-Eva Brauneck (1910–2007), Kriminologin, erste Strafrechtsprofessorin Deutschlands.
- Joachim Werner Dudeck (1932–2010), Professor der Medizinischen Informatik, Begründer des Deutschen Krebsregisters.
- Dieter Beckmann (1937–2012), erster Inhaber des Lehrstuhls für Medizinische Psychologie an der Universität Gießen.
- Ludwig Seiboldt (1941–2008), Agraringenieur, Politiker, Bürgermeister von Lich
- Karl Starzacher (* 1945), Politiker, 1991–1995 Präsident des Hessischen Landtags, von 1995 bis 1999 Hessischer Finanzminister.
- Thorsten Schäfer-Gümbel (* 1969), ehemaliger Politiker, 2003 bis 2019 Abgeordneter des Hessischen Landtags, 2013 bis 2019 stellvertretender Bundesvorsitzender der SPD.
- Thorsten Leibenath (* 1975), Trainer des Basketball-Bundesligisten ratiopharm Ulm
- Rainer Predl (* 1990), österreichischer Extremsportler und mehrfacher Weltrekordhalter im Ultralangstreckenlauf